# Señal detonadora (ferrocarril)

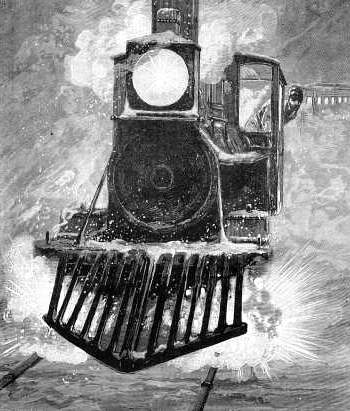
Esta ilustración de una edición del Leslie's Monthly de 1882 muestra a un maquinista alertado por una señal detonadora colocada en la vía

En el ámbito ferroviario, una señal detonadora es un dispositivo explosivo del tamaño de una moneda, que se usa para advertir a los maquinistas de un peligro inminente cuando genera una fuerte deflagración al ser aplastado por una de las ruedas de una locomotora. Se coloca en la parte superior del carril, generalmente asegurado con dos correas de plomo, una a cada lado. Como se ha señalado, cuando la rueda del tren pasa por encima, explota, emitiendo un fuerte estruendo. El sistema fue ideado en 1841 por el inventor inglés Edward Alfred Cowper.

## Usos

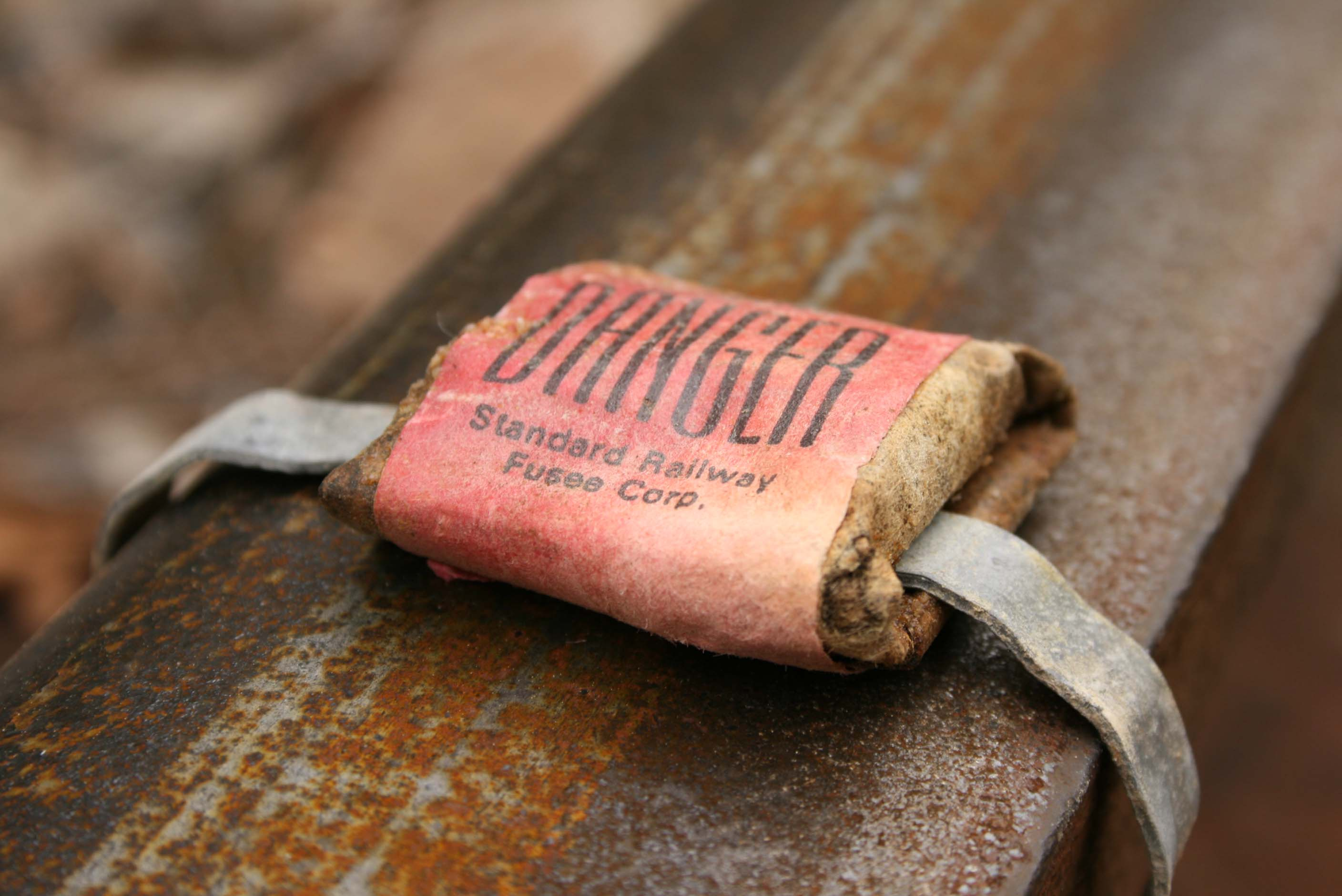
Un petardo colocado sobre un carril

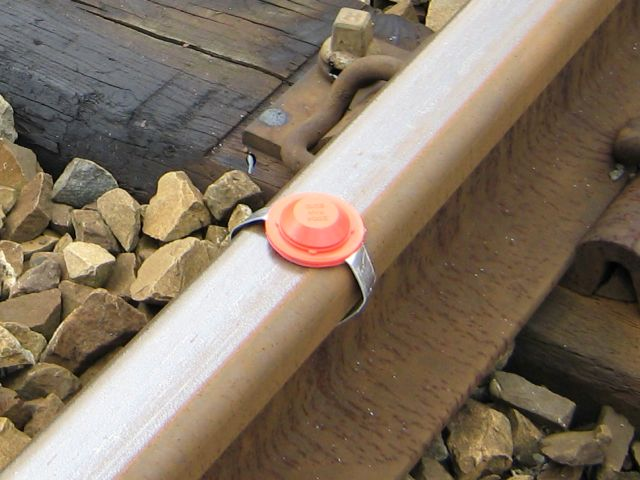
Un detonador en una vía férrea en Bélgica

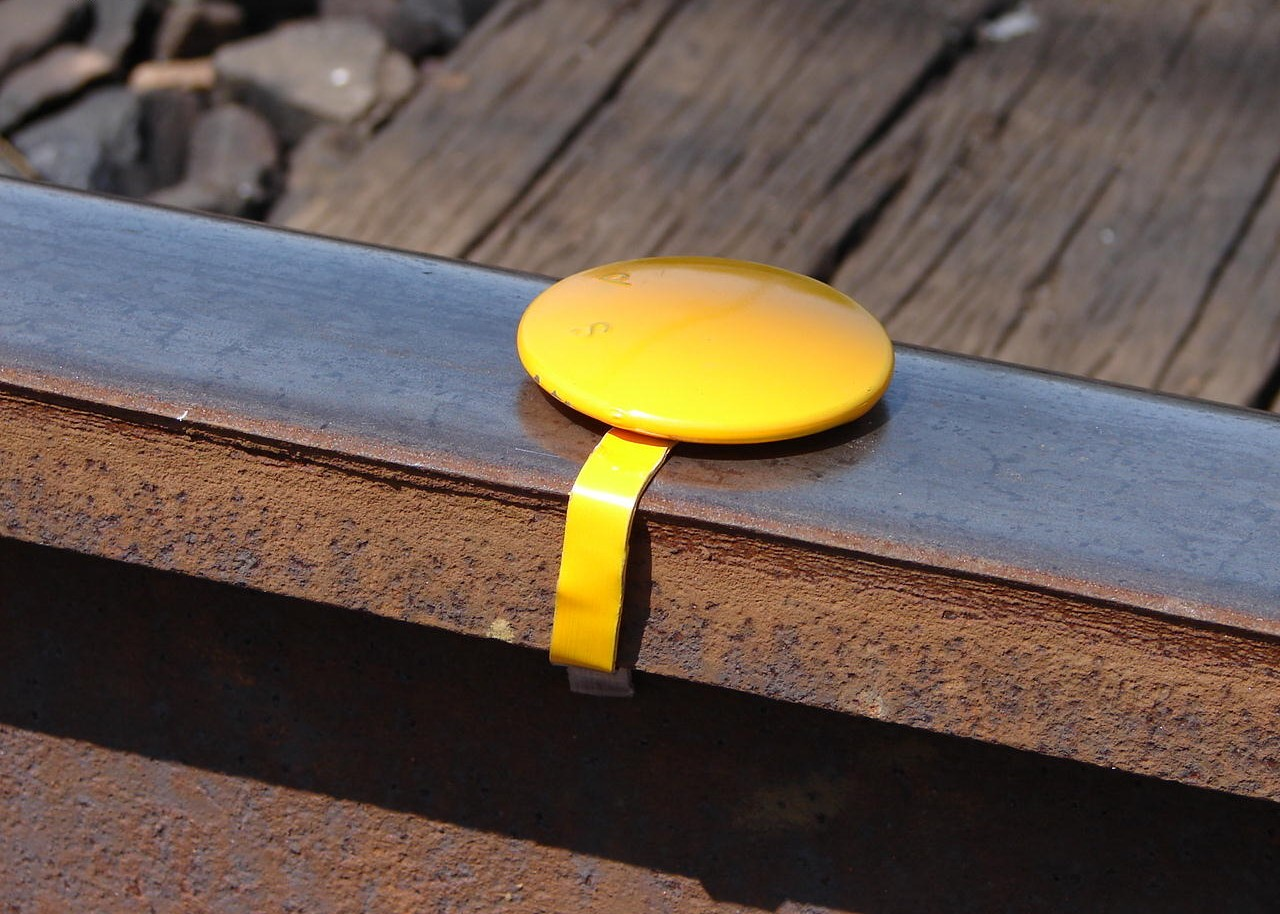
Ejemplo sudafricano

Los usos típicos de los detonadores incluyen:
- Una señal de advertencia, precaución o alto en caso de niebla densa, cuando las señales visuales son difíciles de ver.
- Una advertencia de un tren detenido en la vía por un incidente o accidente; cuya tripulación suele ser responsable de colocar los detonadores.
- Una advertencia de obras sobre la vía en curso por delante.
- Cuando un señalero u otro empleado ferroviario requiera detener la aproximación de un tren en caso de emergencia.
- Para alertar a las cuadrillas que trabajan sobre la vía si se acerca un tren o un vagón silencioso fuera de control.

En una línea de alta velocidad, es posible que sea necesario colocar detonadores en ambos rieles.
Al igual que con todos los explosivos, los detonadores pueden volverse inestables con el tiempo y, por lo tanto, deben reemplazarse con regularidad.
Se detonan mediante presión, en lugar de por impacto. Esto los hace seguros durante el transporte, ya que normalmente no pueden detonar en una bolsa o contenedor de almacenamiento.

### En España
Aunque el uso de petardos como señales acústicas ya se contemplaba en el Reglamento de Señales de 1872, su uso no se generalizó en las líneas españolas hasta finales del siglo XIX. Su diseño apenas se modificó con el paso del tiempo, constando de una cápsula metálica pintada de rojo rellena de pólvora, donde figuraban las fechas de fabricación y caducidad; y de una abrazadera para sujetar el dispositivo a la cabeza del carril. Eran un material de dotación para el personal implicado en la explotación de las vías, y se solían transportar en botes de cinc que contenían entre tres y ocho unidades. Se debían colocar tres petardos consecutivos separados entre sí 50 m, y bastaba la detonación de uno de ellos para que el maquinista detuviera la locomotora de inmediato. En abril de 1995 se suprimió su uso en España. Sin embargo, en países como Francia se mantienen en vigor, por lo que algunos servicios de líneas AVE internacionales entre los dos países siguen llevándolos. El Museo del Ferrocarril de Madrid conserva algunos ejemplos en sus colecciones.

### En los Estados Unidos
En los Estados Unidos estos dispositivos reciben el nombre de torpedos. Al escuchar el ruido de la explosión, el maquinista reduce la velocidad a 20 mph o menos, sin reanudar su velocidad original hasta por lo menos dos millas más allá de donde encontró el dispositivo. Se usaban tradicionalmente en parejas, para garantizar que el sonido fuese eficazmente advertido por las tripulaciones de los trenes. Debido a la construcción insonorizada de las cabinas de las locomotoras modernas, los detonadores se han convertido en un sistema obsoleto.

Citando del libro de terminología de la Brotherhood of Railroad Signalmen :
Un torpedo es un dispositivo que se amarra a la parte superior de un carril. Cuando un tren le pasa por encima, emite un "bang" muy fuerte que se puede escuchar por encima del ruido del motor y le indica al maquinista que se detenga de inmediato. Generalmente los coloca el abanderado cuando protege un tren situado por delante. Miden aproximadamente 2"×2", son de color rojo, tienen una altura de unos 3/4" de alto y disponen de dos correas de plomo unidas para sujetarlos al carril. Contiene una serie de discos en su interior llenos de pólvora detonante. El torpedo fue inventado alrededor de 1874.

### En el Reino Unido
El uso de detonadores está definido por el Libro de Reglas de los Ferrocarriles Británicos. Los detonadores se pueden utilizar en situaciones de emergencia para proteger una línea en la que existe un peligro (por ejemplo, un tren averiado o un obstáculo que obstruye una línea en funcionamiento). En este caso se deben colocar tres detonadores separados 20 metros y su detonación indica la necesidad de realizar una parada de emergencia. Los detonadores también pueden utilizarse para proteger zonas donde se está trabajando sobre la vía.

### En Alemania
Los detonadores se utilizaron cuando había que proteger la circulación de algún peligro inminente y no había tiempo para realizar otras señales, o si existía el peligro de que otra señal no se reconociera a tiempo, como por ejemplo debido a la niebla o la nieve. Para dar la señal de emergencia, se colocaban tres detonadores en una sucesión corta, siendo la explosión de un solo detonador una señal de alto. Desde 1986, los detonadores ya no se utilizan en los ferrocarriles alemanes. Solo los trenes ICE 3 que viajan a Francia todavía tienen detonadores a bordo debido a las regulaciones francesas.

### En Taiwán
El uso de detonadores ha sido reemplazado por las comunicaciones por radio desde principios de la década de 1950. En noviembre de 2010, la Administración de Ferrocarriles de Taiwán desplegó 800 detonadores para su destrucción en vías sometidas a mantenimiento. Recibió la atención de los medios, emitiendo sonidos similares a los tradicionales petardos utilizados en algunas manifestaciones culturales populares.

### En Australia
Hoy en día, conocidos como señales audibles de advertencia de vía, o dispositivos audibles de advertencia de vía, los detonadores se utilizan para  llamar la atención de las tripulaciones de los trenes cuando se acercan a una zona de reparaciones en la vía o un obstáculo, o para avisar de la presencia de un señalero manual.

### En Tanzania
Los detonadores se utilizan para llamar la atención de las tripulaciones de los trenes en caso de:
- Visibilidad de señal fija restringida por niebla, neblina u otra circunstancia.
- Obstrucción de la línea, ya sea por un tren u otro obstáculo.
- Protección de vagonetas.
- Protección del movimiento de maniobras fuera de los límites de una estación durante un fallo total del sistema de comunicaciones.

## Colocadores mecánicos de detonadores
Muchos sistemas de enclavamiento mecánicos en el Reino Unido estaban equipados con sistemas automatizados que disponían los detonadores sobre una línea en funcionamiento cuando se accionaba una palanca. Las palancas estaban pintadas con un llamativo patrón de galones blancos y negros, apuntando hacia arriba para la línea "arriba" y hacia abajo para la línea "abajo". En la mayoría de los casos, los sistemas emplazadores se proveían de un cartucho que contenía varios detonadores.

## Composición
Según Military and Civilian Pyrotechnics de Ellern, página 376, FÓRMULA 155 – Railroad Torpedo, es por masa:
- Clorato de potasio – 40%
- Azufre – 16%
- Arena (Tamiz US 60; [0,25 mm]) – 37%
- Aglutinante – 5%
- Neutralizador – 2%

## Locomotoras Garratt
La longitud de las locomotoras Garratt hizo que el sonido de un detonador fuera difícil de escuchar, por lo que las locomotoras de la Clase 60 de Nueva Gales del Sur tenían "tubos de sonido" para conducir el ruido de la explosión hasta el maquinista.